# 20074 Laskerschüler
20074 Laskerschüler este un asteroid din centura principală de asteroizi.

## Descriere
20074 Laskerschüler este un asteroid din centura principală de asteroizi. A fost descoperit pe 14 ianuarie 1994 la Tautenburg de Freimut Börngen. Asteroidul prezintă o orbită caracterizată de o semiaxă mare de 2,29 ua, o excentricitate de 0,07 și o înclinație de 7,8° în raport cu ecliptica.